# Schizura badia
Schizura badia är en fjärilsart som beskrevs av Alpheus Spring Packard 1864. Schizura badia ingår i släktet Schizura och familjen tandspinnare. Inga underarter finns listade.